# レリクス
『レリクス』（RELICS）は1986年にボーステックが発売したPC用アクションアドベンチャーゲームである。

## 概要
精神だけの主人公が、様々な肉体に乗り移りながら、遺跡レリクスを探検するアクションアドベンチャー。
マニュアルには操作方法しか書かれておらず、ゲームの目的も明かされていない、別の肉体へ乗り移る、セーブ機能が無い、真のエンディングを見て初めてストーリーが判明するなど、それまでにない斬新な内容で話題になった。オープニングと真のエンディング以外には音楽もなく、H・R・ギーガーを想起させるグラフィックなどから、一種独特の世界観を醸し出している。

## システム
2D視点の横スクロール・縦画面切り替え型のライフポイント制謎解きアクション。
ゲームスタート時、主人公は記憶と肉体を失った精神だけの存在であるが、そのため、他の生物の肉体へ乗り移ることができるという斬新なシステムである。具体的には、他の生物を殺すと、その生物の肉体へ乗り移れる場合は自動で乗り移る。乗り移れない場合は何も起きない。
主人公の基本能力は、使用中の肉体の能力に左右される。ただし数値を用いた能力表示は一切なく、画面左下に表示される脳または心臓と思しきグラフィックで、残り体力を推し量れるのみである。また銃を持った肉体の場合、銃には弾数が設定されており（残弾数の表示はない）、弾切れになると戦闘能力を完全に失う。
主人公の行動によって分岐するマルチ・エンディング方式である。
分岐の条件となる内部パラメータは一説に攻撃性・知性・行動力・好奇心・正義感・残虐度の5つとされ、それに従い4種類の性格に分けているとされているが、いつパラメータが変化したのかも気付かないため、手探りの部分が大きい。
真のエンディング以外は、ヴィジュアルシーンは無く一文のみで伝えられる。

### キャラクター
PCの処理速度・メインメモリ容量が低かった当時において、大きなキャラクターを表示する事は困難だった。ヘビゲームに見られる表示方法や、大きな固定絵を描いてから（アニメの口パクの様に）部分的に動かす方法など制作者の工夫に依存しており、一般的にキャラクターの大きさとゲーム性はトレードオフの関係にあった。
そこで本作ではキャラクター絵を上腕・下肢等のパーツに分け、パーツごとに傾けた絵を用意し、動きに合う傾きの絵を合成表示していた。当時としては画期的で、この手法はナムコの源平討魔伝のBIGモードでも採用された。これによって巨大なキャラクターを滑らかに動かす事ができたが、キャラクターの動作・登場にあわせてグラフィックデータを読み込む必要があり、ロード時間に悩まされるユーザーもいた。

## 移植
数多くのPCに移植されたゲームソフトの一つであり、新型 PC が発表されると本作が移植されるという現象が見られた。開発者によると、根幹部分は当時としてはゲームに使われることは珍しいC言語を使ってプログラミングされたが、処理速度に難が見られた部分は個別にアセンブラで書き直されたという。
シリーズの位置では、メインタイトルは「レリクス1オリジナル版」、サブタイトルは「暗黒星雲」と呼ばれる。
各機種で異なった独特な色のドット絵と、外注のクリスタルキング作曲のオープニング「Woman」とエンディング「Smile Again」の2曲（サードアルバム『Moon』に所収）が特徴。
1. PC-98版 - 原色ドット絵、FM音、高解像度漢字表記、1986年オリジナル機種。
2. PC-88版 - 原色ドット絵、FM音、漢字表記、1986年移植。
3. FM-77版 - 原色ドット絵、FM音、漢字表記、1986年移植。
4. X1版 - 原色ドット絵、PSG3音、漢字表記、1986年移植。
5. MZ-2500版 - 原色ドット絵、FM音、漢字表記、1986年移植。
6. MSX版 - スプライトキャラ、PSG3音、この機種のみ英語。テープ版で発売された後、ROMカートリッジ版が発売された。この際ボーステックにてテープ版を購入済みのユーザーに対し有償による交換対応が実施され、MSX版（2,500円）とMSX2版（3,500円）から希望のバージョンを選択しROM版へ交換することができた。テープ版ベースのため、プログラムを12回に分けてロードすることから、ゲーム展開が遅い[3]。グラフィックは、画面解像度や色数の制限により、オリジナルPC-98版よりも画質が劣る[3]。
7. MSX2版 - アナログ色ドット絵、PSG3音、この機種のみオープニング無し。発売元はソニー。
8. X68000版 - 原色ドット絵、FM8音、高解像度漢字表記、この機種のみグラフィックは描き下ろしで無く全てPC-98流用。
9. ファミコン版 - スプライトキャラ、この機種のみゲームシステムと曲が異なる。1987年。

この他、MSXテープ版をベースにしたPC-6001版、PC-8001版の開発が当時の雑誌媒体でアナウンスされていたが、実際の発売は確認されていない。

## 派生作品
1987年にボーステックから『レリクス 暗黒要塞』がファミリーコンピュータ ディスクシステムに提供された。オリジナルのRELICSの移植作であるものの、根幹ストーリー以外のゲーム内容はオリジナルと乖離している。
1999年にゲームシステムを刷新し、物語要素を重視したWindows専用リメイク版『RELICS -The recur of "ORIGIN"』、2001年に正式な続編の2作目『RELICS -The 2nd BIRTH-』が発売された。Xbox でオリジナルのRELICSをフルポリゴン・3D化（デザイナーはオリジナルと同じ瀧本和是氏）した3作目「レリクス」の開発も進められていたが、プレイ動画を織り交ぜた宣伝デモの公開のみで開発中止となった。なお、新解釈の最初のナンバリング2作はクォーターヴュー型アクションロールプレイングゲーム であり、すべてのキャラの呼称が明らかにされている。
また、2005年に日本ファルコムを開発元としてクォーターヴュー型アクションロールプレイングゲーム『RINNE』（輪廻）がソフトバンクBBから発売された。商品タイトルにトレードマークのRELICSが無いものの、これは本作の事実上のシリーズ続編（4作目）である。
ただし、上記の各作品については、オリジナルの「レリクス」のエンディング（これも続編の存在が示唆されているが）とは世界観は繋がっていず、HELLなどの一部の用語が引き継がれているのみである。

## 復刻版
『RELICS -The recur of "ORIGIN"』の発売から間もない2000年頃、同作の公式サイトにおいてPC-9801版の無料配布が行われていた。
その後2001年にボーステックがサービス開始したプロジェクトEGGにおいて、PC-8801版エミュレーター版が無償公開された。この時期、『テックウィン』などパソコン誌の付録CDにも、PC-9801版エミュレーター版が収録されている。
2003年にエレクトロニック・アーツから、Windows用の復刻版、RELICS ANTHOLOGYが数量限定生産で発売された。内容は「レリクス1オリジナル版」を網羅したもので、X68000版を除く全PCの機種別6作とコンシューマー『暗黒要塞』の計7作のゲームをそれぞれプロジェクトEGGエミュレーターの形で動作させるもの。PDFフルカラーマニュアル2種付き。特典として、謎であったPC版の最短解答になる完全プレイ動画14分1種がCD-ROMに組み込まれた。メニューランチャーはXPまでの対応だが、単独のソフトは各エミュレーターの動作環境に準じる。
2013年にはプロジェクトEGG11周年記念キャンペーンでRELICS ANTHOLOGY Liteが通販特典ディスクとしてAC-MAILで商品を購入した人に先着で配布された。LiteとなっているがRELICS ANTHOLOGYには収録されなかったX68000版を含む全機種別8作が収録された。またゲーム以外にも『RELICS -The recur of "ORIGIN"』のオープニング、『RELICS -The 2nd BIRTH-』の未公開オープニング、発売中止となった『RELICS for XBOX』のサンプルムービーが収録され、PDFフルカラーマニュアル3種、ペーパークラフトのデータ、瀧本和是氏による新作描きおろしイラストが多数収録された。RELICS ANTHOLOGYに収録された完全プレイ動画は収録されていない。
2023年9月28日、『EGGコンソール レリクス PC-8801』としてNintendo Switch対応ダウンロード版がリリースされた。

## 関連商品
ゲームの発売を記念して、Tシャツ等オリジナルグッズが販売された。
また、当時数多く行われていたゲームブック化の対象となり、出版された。
- 関島りょう子『レリクス 闇からの侵略者』勁文社〈アドベンチャーヒーローブックスNo.15〉、1987年5月。ISBN 978-4766905496。